# Невелс, Гарретт

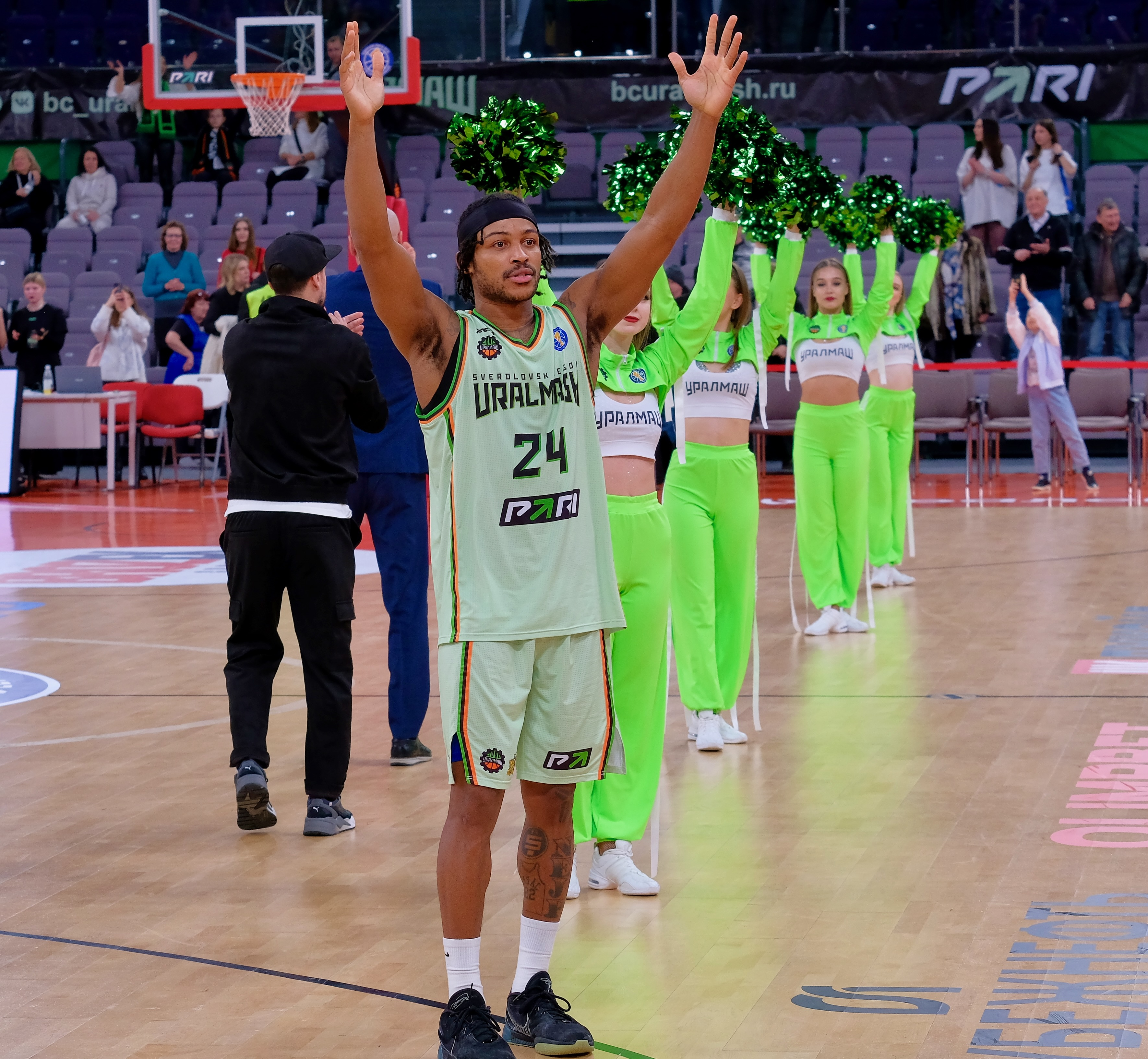
В составе БК «Уралмаш» (2024)

Га́рретт Кит Не́велс (англ. Garrett Keith Nevels; род. 26 ноября 1992, Лос-Анджелес, Калифорния, США) — американский профессиональный баскетболист, играющий на позиции атакующего защитника.

## Карьера
Свою студенческую карьеру Невелс начал в колледже горы Сан-Антонио, где отыграл до 2013 года. Позже Гарретт перешёл в колледж Гавайи, где был вторым игроком по результативности, набирая в среднем 10,8 очка за игру.
В августе 2015 года Невелс подписал контракт с «Альбасете» из четвёртого испанского дивизиона. В первом профессиональном сезоне средняя статистика Гарретта составила 20,5 очка, 6,3 подбора и 1,5 передачи за матч.
В следующем сезоне Невелс стал игроком «Форса Льейда». В 34 играх ИБЛ Оро он набирал в среднем 16,4 очка и 3,4 передачи за игру.
В начале августа 2017 года Невелс перешёл в «Реджана». В составе команды добрался до полуфинала Еврокубка. В течение турнира средняя статистика Гарретта составила 5,9 очка и 1,8 подбора за матч.
В июле 2018 года Невелс подписал контракт с «Гипускоа». Гарретт принял участие в 34 матчах, в которых набирал в среднем 11,6 очка, 4,3 подбора и 1,9 передачи.
В октябре 2019 года Невелс был включён в состав «Агуа-Кальенте Клипперс». За 33 игры в Джи-Лиге НБА, средняя статистика Гарретта составила 5,3 очка, 3,3 подбора и 2,0 передачи за игру.
В середине июля 2020 года Невелс перешёл в «Шлёнск», где провёл 6 игр, так как получил травму лодыжки. Этот же сезон Гарретт завершал в составе «Порту», куда перешёл в начале марта 2021 года. Вместе с командой стал серебряным призёром чемпионата Португалии.
В июле 2021 года Невелс подписал контракт с ФМП. Гарретт принял участие в 17 матчах Лиги ABA, в которых набирал в среднем 13,3 очка, 4,4 подбора и 2,3 передачи. Также в составе команды стал серебряным призёром чемпионата Сербии.
В октябре 2022 года Невелс перешёл в «Трефл Сопот». В составе команды стал обладателем Кубка Польши, где был признан самым ценным игроком турнира.
В июле 2023 года Невелс стал игроком «Уралмаша». В среднем за игру Единой лиги ВТБ набирал 15,2 очка и 3,7 передачи.
В сезоне 2024/25 выступал за пермскую «Парму». Во время выступлений за «Парму» получил вызов на Матч всех звёзд Единой лиги ВТБ, где также выиграл конкурс трёхочковых бросков.
После завершения сезона 2024/25 вернулся в «Уралмаш».

## Достижения
- Серебряный призёр чемпионата Португалии: 2020/2021.
- Серебряный призёр чемпионата Сербии: 2021/2022.
- Обладатель Кубка Польши: 2023

## Статистика

### Статистика в Джи-Лиге
| Сезон                                                                                    | Команда                | Регулярный сезон | Регулярный сезон | Регулярный сезон | Регулярный сезон | Регулярный сезон | Регулярный сезон | Регулярный сезон | Регулярный сезон | Регулярный сезон | Регулярный сезон | Регулярный сезон | Серия плей-офф | Серия плей-офф | Серия плей-офф | Серия плей-офф | Серия плей-офф | Серия плей-офф | Серия плей-офф | Серия плей-офф | Серия плей-офф | Серия плей-офф | Серия плей-офф |
| Сезон                                                                                    | Команда                | GP               | GS               | MPG              | FG%              | 3P%              | FT%              | RPG              | APG              | SPG              | BPG              | PPG              | GP             | GS             | MPG            | FG%            | 3P%            | FT%            | RPG            | APG            | SPG            | BPG            | PPG            |
| ---------------------------------------------------------------------------------------- | ---------------------- | ---------------- | ---------------- | ---------------- | ---------------- | ---------------- | ---------------- | ---------------- | ---------------- | ---------------- | ---------------- | ---------------- | -------------- | -------------- | -------------- | -------------- | -------------- | -------------- | -------------- | -------------- | -------------- | -------------- | -------------- |
| 2019/20                                                                                  | Агуа-Кальенте Клипперс | 33               | 4                | 18,6             | 42,9             | 27,5             | 85,7             | 3,4              | 1,8              | 1,3              | 0,7              | 5,3              | Не участвовал  | Не участвовал  | Не участвовал  | Не участвовал  | Не участвовал  | Не участвовал  | Не участвовал  | Не участвовал  | Не участвовал  | Не участвовал  | Не участвовал  |
|                                                                                          | Всего                  | 33               | 4                | 18,6             | 42,9             | 27,5             | 85,7             | 3,4              | 1,8              | 1,3              | 0,7              | 5,3              | Не участвовал  | Не участвовал  | Не участвовал  | Не участвовал  | Не участвовал  | Не участвовал  | Не участвовал  | Не участвовал  | Не участвовал  | Не участвовал  | Не участвовал  |
| Наведите курсор мыши на аббревиатуры в заголовке таблицы, чтобы прочесть их расшифровку. |                        |                  |                  |                  |                  |                  |                  |                  |                  |                  |                  |                  |                |                |                |                |                |                |                |                |                |                |                |

### Статистика в NCAA
| Сезон | Команда | Conf     | Class | GP | GS | MPG  | FG%  | 3P%  | FT%  | RPG | APG | SPG | BPG | PPG  |
| --- | ------- | -------- | ----- | -- | -- | ---- | ---- | ---- | ---- | --- | --- | --- | --- | ---- |
| 2013/14 | Гавайи  | Big West | JR    | 31 | 30 | 31,8 | 46,8 | 41,3 | 76,6 | 3,2 | 1,7 | 0,8 | 0,5 | 13,1 |
| 2014/15 | Гавайи  | Big West | SR    | 32 | 31 | 30,8 | 40,9 | 34,5 | 77,1 | 4,4 | 1,3 | 0,8 | 0,4 | 10,8 |
| Всего | Всего   | Всего    | Всего | 63 | 61 | 31,3 | 44,0 | 37,9 | 76,8 | 3,8 | 1,5 | 0,8 | 0,4 | 12,0 |
| Наведите курсор мыши на аббревиатуры в заголовке таблицы, чтобы прочесть их расшифровку Статистика приведена с сайта sports-reference.com |         |          |       |    |    |      |      |      |      |     |     |     |     |      |

### Статистика в других лигах
| Сезон | Команда             | Лига                         | GP  | GS  | MPG  | FG%  | 3P%  | FT%   | RPG | APG | SPG | BPG | PFL | TOV | PPG  |
| --- | ------------------- | ---------------------------- | --- | --- | ---- | ---- | ---- | ----- | --- | --- | --- | --- | --- | --- | ---- |
| 2016/17 | Форса Льейда        | Испанская баскетбольная лига | 34  | 34  | 27,8 | 47,0 | 36,3 | 84,8  | 4,5 | 3,4 | 1,9 | 0,4 | 2,6 | 1,9 | 16,4 |
| 2017/18 | Все клубы           | Все лиги                     | 23  | 7   | 16,3 | 41,7 | 35,2 | 100,0 | 2,3 | 1,0 | 1,0 | 0,2 | 1,9 | 0,8 | 6,9  |
| 2017/18 | Реджана             | Кубок Европы                 | 14  | 4   | 15,1 | 42,5 | 34,4 | 100,0 | 1,8 | 0,9 | 1,1 | 0,2 | 1,6 | 0,4 | 5,9  |
| 2017/18 | Реджана             | Чемпионат Италии             | 9   | 3   | 18,1 | 40,8 | 36,4 | 100,0 | 3,1 | 1,1 | 0,9 | 0,1 | 2,4 | 1,3 | 8,3  |
| 2018/19 | Гипускоа            | Чемпионат Испании            | 34  | 29  | 26,1 | 42,6 | 29,2 | 80,6  | 4,3 | 1,9 | 1,1 | 0,3 | 2,7 | 1,7 | 11,6 |
| 2020/21 | Все клубы           | Все лиги                     | 22  | 20  | 27,5 | 48,8 | 45,1 | 89,6  | 4,4 | 3,2 | 1,6 | 0,3 | 2,6 | 1,8 | 15,8 |
| 2020/21 | Порту               | Чемпионат Португалии         | 16  | 14  | 27,2 | 47,6 | 41,7 | 88,9  | 4,3 | 2,9 | 1,4 | 0,4 | 2,6 | 1,9 | 15,9 |
| 2020/21 | Шлёнск              | Чемпионат Польши             | 6   | 6   | 28,3 | 52,3 | 57,7 | 91,7  | 4,8 | 3,8 | 2,0 | 0,0 | 2,5 | 1,7 | 15,7 |
| 2021/22 | ФМП                 | Лига ABA                     | 17  | 11  | 25,1 | 47,7 | 29,4 | 90,5  | 4,4 | 2,3 | 1,4 | 0,2 | 2,6 | 1,6 | 13,3 |
| 2022/23 | Трефл Сопот         | Чемпионат Польши             | 22  | 15  | 24,4 | 47,5 | 42,3 | 88,6  | 4,4 | 3,2 | 1,6 | 0,2 | 2,9 | 2,0 | 13,9 |
| 2023/24 | Уралмаш             | Единая лига ВТБ              | 44  | 43  | 27,9 | 44,7 | 40,0 | 89,6  | 3,7 | 3,7 | 1,2 | 0,2 | 2,2 | 2,2 | 14,7 |
| Всего | Всего               | Всего                        | 196 | 159 | 25,5 | 45,6 | 37,6 | 87,9  | 4,0 | 2,8 | 1,4 | 0,2 | 2,5 | 1,8 | 13,4 |
| В чемпионате Польши | В чемпионате Польши | В чемпионате Польши          | 28  | 21  | 25,2 | 48,5 | 45,4 | 89,4  | 4,5 | 3,3 | 1,7 | 0,2 | 2,8 | 1,9 | 14,3 |
| Наведите курсор мыши на аббревиатуры в заголовке таблицы, чтобы прочесть их расшифровку Статистика приведена с сайта basketball.realgm.com |                     |                              |     |     |      |      |      |       |     |     |     |     |     |     |      |